# Bulbophyllum masoalanum
Bulbophyllum masoalanum é uma espécie de orquídea (família Orchidaceae) pertencente ao gênero Bulbophyllum. Foi descrita por Schltr. em 1916.